# Schoen-Vermutung
Die Schoen-Vermutung ist ein Problem aus der Theorie der harmonischen Abbildungen im mathematischen Teilgebiet der Differentialgeometrie. Sie besagt, dass sich quasikonforme Abbildungen zwischen Sphären zu quasi-isometrischen harmonischen Abbildungen hyperbolischer Räume fortsetzen lassen. Für den 3-dimensionalen hyperbolischen Raum wurde sie 2013 von Vladimir Markovic bewiesen. 2017 bewies er die ursprüngliche Vermutung von Richard Schoen für die hyperbolische Ebene. 2018 bewiesen Marius Lemm und Vladimir Markovic zusammen den Fall des {\displaystyle n}-dimensionalen hyperbolischen Raums mit {\displaystyle n\geq 4}.

## Formulierung der Schoen-Vermutung
Es sei {\displaystyle \mathbb {H} ^{n}} der {\displaystyle n}-dimensionale hyperbolische Raum und {\displaystyle S^{n-1}=\partial _{\infty }\mathbb {H} ^{n}} sein Rand im Unendlichen. Bekanntlich lässt sich jede Quasi-Isometrie {\displaystyle F\colon \mathbb {H} ^{n}\to \mathbb {H} ^{n}} zu einer quasikonformen Abbildung {\displaystyle \partial _{\infty }F\colon S^{n-1}\to S^{n-1}} fortsetzen.
Die Schoen-Vermutung für {\displaystyle n\geq 3} besagt:
Zu jeder quasi-konformen Abbildung
{\displaystyle f\colon S^{n-1}\to S^{n-1}}
gibt es eine eindeutige quasi-isometrische und harmonische Abbildung
{\displaystyle F\colon \mathbb {H} ^{n}\to \mathbb {H} ^{n}}
mit
{\displaystyle \partial _{\infty }F=f}.
Für {\displaystyle n=2} besagt die Schoen-Vermutung, dass es zu jeder Quasi-Symmetrie
{\displaystyle f\colon S^{1}\to S^{1}}
einen eindeutigen harmonischen quasi-konformen Homöomorphismus
{\displaystyle F\colon \mathbb {H} ^{2}\to \mathbb {H} ^{2}}
mit
{\displaystyle \partial _{\infty }F=f}
gibt. (Der Fall {\displaystyle n=2} war die ursprünglich von Schoen aufgestellte Vermutung, die Verallgemeinerung für {\displaystyle n\geq 3} wurde später von Li und Wang aufgestellt.)
Verallgemeinerungen der Schoen-Vermutung gibt es unter anderen von Yves Benoist und Dominque Hulin. Insbesondere, dass zu jeder quasi-isometrischen Einbettung einer Hadamard-Mannigfaltigkeit mit negativ beschränkter Schnittkrümmung in eine Hadamard-Mannigfaltigkeit mit negativ beschränkter Schnittkrümmung eine eindeutige harmonische quasi-isometrische Einbettung in endlichem Abstand existiert.

## Geschichte
Das Dirichlet-Problem für den hyperbolischen Raum wurde in den 80er Jahren von Anderson und Sullivan gelöst: jede stetige Funktion {\displaystyle g\colon S^{n-1}\to \mathbb {R} } kann zu einer harmonischen Funktion {\displaystyle G\colon \mathbb {H} ^{n}\to \mathbb {R} } fortgesetzt werden.
Die Schoen-Vermutung wurde für {\displaystyle n=2} von Schoen und für {\displaystyle n\geq 3} von Li und Wang aufgestellt. Li und Wang bewiesen auch, dass die harmonische Abbildung {\displaystyle F}, wenn sie existiert, eindeutig sein muss.
Für {\displaystyle C^{1}}-Diffeomorphismen {\displaystyle f\colon S^{n-1}\to S^{n-1}} (die dann automatisch auch quasi-konform sind) wurde die Schoen-Vermutung von Li und Tam bewiesen.
Die Schoen-Vermutung wurde von Markovic 2013 für {\displaystyle n=3}  und 2017 für {\displaystyle n=2}  bewiesen.